# Републикански път III-3004
Републикански път IIІ-3004 е третокласен път, част от Републиканската пътна мрежа на България, преминаващ изцяло по територията на област Плевен. Дължината му е 28,2 km.
Пътят се отклонява надясно при 88,6 km на Републикански път I-3 северно от град Плевен, минава през село Опанец, пресича река Вит и се насочва на северозапад през Средна Дунавска равнина. Минава през градовете Долна Митрополия и Тръстеник и село Ореховица, пресича река Искър и източно от село Брегаре се свързва с Републикански път III-137 при неговия 27,5 km.
| Пътища, отклоняващи се надясно (населено място, № на пътя, посока на пътя) | km   | Пътища, отклоняващи се наляво (посока на пътя, № на пътя, населено място) |
| -------------------------------------------------------------------------- | ---- | ------------------------------------------------------------------------- |
| Община Плевен, I-3, 88,6 km →                                              | 0,0  | → 88,6 km, I-3, Община Плевен                                             |
| (за с. Биволаре) общински път, с. Опанец ←                                 | 2,1  | с. Опанец                                                                 |
| Община Долна Митрополия                                                    | 4,8  | Община Долна Митрополия                                                   |
| (от гр. Гулянци) III-118, 24,2 km, гр. Долна Митрополия →                  | 5,9  | → гр. Долна Митрополия, 24,2 km, III-118 (до 94.4 km на I-3)              |
| гр. Долна Митрополия                                                       | 7.3  | → гр. Долна Митрополия, общински път (за с. Горна Митрополия)             |
| (за с. Победа) общински път, гр. Тръстеник ←                               | 13   | гр. Тръстеник                                                             |
| (за с. Славовица) общински път ←                                           | 16,7 |                                                                           |
| с. Ореховица                                                               | 24,1 | с. Ореховица                                                              |
| (до с. Крушовене) III-137, 27,5 km ←                                       | 28,2 | ← 27,5 km, III-137 (от гр. Кнежа)                                         |